# Viktorija Tomovová
Viktorija Tomovová (bulharsky: Виктория Константинова Томова, Viktorija Konstantinovna Tomova, * 25. února 1995 Sofie) je bulharská profesionální tenistka. V sérii WTA 125 vyhrála jednu singlovou trofej. V rámci okruhu ITF získala sedmnáct titulů ve dvouhře a dvanáct ve čtyřhře.
Na žebříčku WTA byla ve dvouhře nejvýše klasifikována v červenci 2024 na 46. místě a ve čtyřhře v červnu 2025 na 148. místě.
V bulharském týmu Billie Jean King Cupu debutovala v roce 2014 utkáním 1. skupiny zóny Evropy a Afriky proti Portugalsku, v němž vyhrály s Isabellou Šinikovovou čtyřhru. Bulharky prohrály 1:2 na zápasy. Do září 2025 v soutěži nastoupila k dvaceti dvěma mezistátním utkáním s bilancí 8–10 ve dvouhře a 5–3 ve čtyřhře.
Bulharsko  reprezentovala na Letních olympijských hrách 2024 v Paříži, kde ve druhém kole dvouhry podlehla Američance Emmě Navarrové.

## Tenisová kariéra
Tenis začala hrát v šesti letech. Jako dvanáctiletá nastoupila do tenisové akademie Nicka Bollettieriho u Bradentonu na Floridě.
V rámci hlavních soutěží událostí okruhu ITF debutovala v září 2009, když na turnaj v severobulharském Ruse s dotací 10 tisíc dolarů obdržela divokou kartu. V semifinále podlehla krajance Martině Gledačevové. Premiérový singlový titul v této úrovni tenisu vybojovala v listopadu 2011 na monastirské události s rozpočtem deset tisíc dolarů. Ve finále ji po čtyřech gamech skrečovala Slovenka Klaudia Boczová.
Na okruhu WTA Tour debutovala na červencovém Ladies Championship Gstaad 2017. Na úvod dvouhry podlehla páté nasazené Švédce Johanně Larssonové. První zápas vyhrála o týden později na navazujícím Swedish Open 2017 v Bastadu, kde jako šťastně poražená kvalifikantka v prvním kole zdolala Němku Julii Görgesovou, která jí ve druhé sadě skrečovala.
Debut v hlavní soutěži nejvyšší grandslamové kategorie přišel v ženském singlu Australian Open 2018 po tříkolové kvalifikaci, v níž na její raketě dohrály Maryna Zanevská a druhá nasazená Jevgenija Rodinová. Přestože v kvalifikačním kole podlehla Anně Blinkovové, postoupila do hlavní soutěže jako šťastná poražená. V úvodním kole dvouhry však uhrála jen dva gamy na Američanku Nicole Gibbsovou. Premiérový vítězný zápas na grandslamu dosáhla během Wimbledonu 2018, když porazila Češku Terezu Smitkovou. Následně skončila na raketě pozdější finalistky turnaje Sereny Williamsové.

## Finále série WTA 125

### Dvouhra: 3 (1–2)
| Legenda       |
| ------------- |
| WTA 125 (1–2) |

| Stav       | č. | datum       | turnaj                 | povrch | soupeřka ve finále  | výsledek                |
| ---------- | -- | ----------- | ---------------------- | ------ | ------------------- | ----------------------- |
| Finalistka | 1. | září 2022   | Budapešť, Maďarsko     | antuka | Tamara Korpatschová | 6–7(3–7), 7–6(7–4), 0–6 |
| Vítězka    | 1. | srpen 2023  | Chicago, Spojené státy | tvrdý  | Claire Liuová       | 6–1, 6–4                |
| Finalistka | 2. | červen 2024 | Valencie, Španělsko    | antuka | Ann Liová           | 3–6, 4–6                |

## Tituly na okruhu ITF
| Dotace turnajů okruhu ITF | Dotace turnajů okruhu ITF |
| ------------------------- | ------------------------- |
| 100 000 $ tournaments     | 80 000 $ tournaments      |
| 75 000 $ tournaments      | 60 000 $ tournaments      |
| 50 000 $ tournaments      | 25 000 $ tournaments      |
| 15 000 $ tournaments      | 10 000 $ tournaments      |

### Dvouhra (18 titulů)
| č.  | datum              | turnaj                        | povrch    | soupeřka ve finále     | výsledek             |
| --- | ------------------ | ----------------------------- | --------- | ---------------------- | -------------------- |
| 1.  | 12. listopadu 2011 | Monastir, Tunisko             | tvrdý     | Klaudia Boczová        | 3–1skreč             |
| 2.  | 30. září 2012      | Varna, Bulharsko              | antuka    | Anastasija Vasyljevová | 6–1, 6–4             |
| 3.  | 7. července 2013   | Prokuplje, Srbsko             | antuka    | Xenia Knollová         | 7–6(7–2), 6–2        |
| 4.  | 13. dubna 2014     | Bol, Chorvatsko               | antuka    | Iva Mekovecová         | 6–1, 6–2             |
| 5.  | 8. června 2014     | Sarajevo, Bosna a Hercegovina | antuka    | Eleanor Deanová        | 6–4, 6–3             |
| 6.  | 23. listopadu 2014 | Súsa, Tunisko                 | tvrdý     | Nicole Melicharová     | 6–3, 6–2             |
| 7.  | 8. listopadu 2015  | Heráklion, Řecko              | tvrdý     | Margot Yerolymosová    | 6–3, 6–2             |
| 8.  | 15. listopadu 2015 | Heráklion, Řecko              | tvrdý     | Nina Alibalićová       | 3–6, 6–3, 6–3        |
| 9.  | 6. března 2016     | Antalya, Turecko              | antuka    | Susanne Celiková       | 4–6, 6–2, 7–5        |
| 10. | 3. dubna 2016      | Antalya, Turecko              | tvrdý     | Caroline Romeová       | 6–0, 6–4             |
| 11. | 10. dubna 2016     | Antalya, Turecko              | tvrdý     | Viktória Kužmová       | 7–6(7–5), 6–2        |
| 12. | 18. června 2016    | Szeged, Maďarsko              | antuka    | Maria Sakkariová       | 4–6, 6–0, 6–4        |
| 13. | 9. dubna 2017      | Istanbul, Turecko             | tvrdý (h) | Viktória Kužmová       | 6–4, 4–6, 6–2        |
| 14. | 10. září 2017      | Sofie, Bulharsko              | antuka    | Jessica Pieriová       | 7–6 (9–7) , 4–6, 6–3 |
| 15. | červenec 2019      | Biarritz, Francie             | antuka    | Danka Kovinićová       | 6–2, 5–7, 7–5        |
| 16. | březen 2020        | Sunderland, Velká Británie    | tvrdý (h) | Emma Raducanuová       | 4–6, 6–4, 6–3        |
| 17. | duben 2023         | Zaragoza, Španělsko           | antuka    | Tereza Martincová      | 4–6, 6–2, 6–3        |
| 18. | listopad 2023      | Valencie, Španělsko           | antuka    | Jaqueline Cristianová  | 7–5, 6–3             |

### Čtyřhra (12 titulů)
| č.  | datum              | turnaj                        | povrch | spoluhráčka          | soupeřky ve finále                           | výsledek         |
| --- | ------------------ | ----------------------------- | ------ | -------------------- | -------------------------------------------- | ---------------- |
| 1.  | 21. listopadu 2011 | Monastir, Tunisko             | tvrdý  | Anita Husarićová     | Anastasija Charčenková Nicole Melicharová    | 6–3, 5–7, [10–5] |
| 2.  | 22. června 2013    | Niš, Srbsko                   | antuka | Viktorija Rajicicová | Tjaša Šrimpfová Nerma Caluková               | 6–1, 6–2         |
| 3.  | 30. června 2013    | Prokuplje, Srbsko             | antuka | Viktorija Rajicicová | Ema Mikulčićová Dejana Raickovicová          | 6–2, 7–5         |
| 4.  | 13. září 2013      | Sofie, Bulharsko              | antuka | Dia Jevtimovová      | Beatriz García Vidaganyová Réka Luca Janiová | 6–4, 2–6, [10–6] |
| 5.  | 19. října 2013     | Burgas, Bulharsko             | antuka | Dia Jevtimovová      | Federica Arcidiaconová Džulija Terzijská     | 6–4, 6–3         |
| 6.  | 4. dubna 2014      | Šibenik, Chorvatsko           | antuka | Ágnes Buktová        | Eva Rutarová Karolína Stuchlá                | 7–6(14–12), 6–1  |
| 7.  | 12. dubna 2014     | Bol, Chorvatsko               | antuka | Ágnes Buktová        | Karolína Stuchlá Carla Toulyová              | 6–2, 6–1         |
| 8.  | 16. května 2014    | Bol, Chorvatsko               | antuka | Ema Mikulčićová      | Justine De Sutterová Monique Zuurová         | 6–3, 6–1         |
| 9.  | 7. června 2014     | Sarajevo, Bosna a Hercegovina | antuka | Barbora Krejčíková   | Carolin Danielsová Melis Sezerová            | 7–6(7–3), 6–2    |
| 10. | 14. června 2014    | Amstelveen, Nizozemsko        | tvrdý  | Bernarda Peraová     | Tatiana Búová Beatriz Haddad Maiová          | 6–0, 2–1skreč    |
| 11. | 14. listopadu 2015 | Heráklion, Řecko              | tvrdý  | Karin Kennelová      | Helen De Cesareová Vlada Jekšibarovová       | 6–2, 6–4         |
| 12. | 4. dubna 2016      | Antalya, Turecko              | tvrdý  | Harriet Dartová      | Ani Amiraghjanová Daiana Negreanuová         | bez boje         |